# Рысбеков, Туякбай Зеитович
Туякбай Зеитович Рысбеков (25.07.1947) — известный историк, учёный, педагог, доктор исторических наук, профессор, общественный деятель, Академик Академии гуманитарных наук РК, Академик Международной Евразийской экономической Академии Наук, «Почетный работник образования РК», Почетный гражданин города Уральска (1998).

## Биография
Родился 25 июля 1947 года в селе Акколь Таласского района Жамбылской области. С 1961 по 1965 год учился в Жамбылском педагогическом училище имени Абая. С 1966 по 1971 год учился в Казахском национальном университете. В 1977 году защитил диссертацию на тему «Деятельность местных Советов Казахстана в управлении культурно-просветительской работой в селе и селе (1933 - 40 лет)». В 1990 году защитил докторскую диссертацию на тему «Советы Казахстана в период внедрения и развития социализма (1938-1960)». 

## Трудовая деятельность
• 1965-1966 - учитель начальных классов Уш-Аральской СОШ
• 1971-1973 - преподаватель кафедры истории Уральского педагогического института  им. А.С. Пушкина
• 1973-1974 - старший преподаватель кафедры Всеобщей истории Уральского педагогического института им. А.С. Пушкина
• 1974-1977 - Аспирант кафедры истории КазССР Каз. ордена Трудового знамени госуниверситета им. С.М. Кирова
• 1977-1979 - старший преподаватель кафедры истории СССР Уральского педагогического института
• 1979-1987 - зав. кафедрой истории СССР,  доцент Уральского педагогического института
• 1987-1990 - зав. кафедрой истории СССР и всеобщей истории, доцент Уральского педагогического института
• 1988-1991 - декан факультета истории и педагогики Уральского педагогического института
• 1991-1996 - Ректор Уральского пединститута им А.С. Пушкина
• 1994-2016 - депутат Уральского городского и Западно-Казахстанского областного маслихатов
• 1996-2000 -  Ректор Западно-Казахстанского гуманитарного университета
• 2000-2002 - первый проректор Западно-Казахстанского гуманитарного университета, зав. кафедрой истории РК
• 2002-2003 - секретарь Западно-Казахстанского областного маслихата
• 2003-2011 - Ректор Западно-Казахстанского государственного университета им. М. Утемисова
• 2011-2016 - Советник ректора, зав. кафедрой истории РК ЗКГУ им. М. Утемисова

## Научная деятельность
Автор более 200 научных трудов, в том числе 8 монографий и ученых пособий. Под его руководством защищены 2 докторские, 20 кандидатских и 24 магистерских диссертации.
• Деятельность местных Советов Казахстана по руководству культурно – просветительной работой в ауле и селе (1933-40 гг.): дисс. на соиск. уч. степ. к.и.н. - Алматы: Казгосуниверситет им. С.М.Кирова, 1977. – 177 с.
• Советы Казахстана (1938-1986гг): монография /АН КазССР, институт истории, археологии и этнографии им. Ч. Валиханова. - А-А., 1988. – 151 с.
• Методика использования краеведческого материала на уроках истории Казахской ССР: метод. указание. – Уральск, 1989. - С. 24.
• Методика использования краеведческого материала на уроках истории Казахской ССР: метод. указание. – Уральск, 1989. - С. 24. (на каз.яз.).
• Методические указания по выполнению курсовой работы по истории СССР: метод, указания для студентов – заочников. - Уральск,1989.-С.32-38.
• Советы Казахстана в период упрочения и развития социализма (1938-1960 гг.): дисс. на соиск. уч. степ. д.и.н. - Алматы: АН КазССР, институт истории, археологии и этнографии им. Ч. Валиханова, 1990. – 341 с.
• Қазақстан тарихы [Текст]: әдістемелік оқу құралы / Сост.: Т. З. Рысбеков, Г. Е. Карабалин. - Орал, 1996. – 100 б.
• Қазақ ССР тарихы сабақтарында өлкетану материалдарын пайдалану тәсілдері. - Орал, 1996. – 122 б.
• Өскен өлке тарихы: монография. - Орал, 1997. – 180 б.
• Бөкей Орда тарихы [Текст] / Жауап. кұраст. Т. З. Рысбеков . - Орал : Дастан, 2001. – 196 б.
• Менің Қазақстаным[Текст]: монография / Т. З. Рысбеков. - Орал, 2002. – 162 б.
• Этюды истории родного края [Текст]: учебное пособие / Т. З. Рысбеков. - Уральск: Дастан, 2002. – 190 с.
• Батыс Қазақстан облысы тарихы [Текст] / Т. З. Рысбеков // Орал, 2003. – 236 б.
•История Западно - Казахстанской области [Текст] : учебное пособие для учащихся школ, гимназий, лицеев и колледжей / Т. З. Рысбеков, З. К. Мухлисова, В. А. Иночкин; Под общ. ред. Т. З. Рысбекова. - Уральск, 2003. – 236 с.
• Диалог с историей [Текст]: монография / Т. З. Рысбеков. - Уральск: ЗКГУ, 2004. – 122 с.
• Бұл біздің тағдырымыз, парақта да, терең үңіл / Ред.басқ. Т.З. Рысбеков. - Орал, 2005. – 211 б.
• Психология и этика делового общения [Текст]: учеб. пособ. / Т. З. Рысбеков, И.Ломоносов. - Уральск, 2005. - 365с.
• История Западно-Казахстанской области [Текст] / Т. З. Рысбеков. - Уральск: ЗКГУ, 2006.
• Диалог с историей [Текст] / Т. З. Рысбеков. - Уральск, 2007. - 95 с.
• Көзқарас [Текст]: мақалалар жинағы / Т. З. Рысбеков. - Орал: РБО БҚМУ, 2007. – 240 б.
• Менің Қазақстаным [Текст]: монография / Т. З. Рысбеков. - Орал: БАК, 2007. – 160 б.
• Этюды истории родного края [Текст]: учебное пособие / Т. З. Рысбеков. - 2-е изд., перераб. - Уральск: РИЦ ЗКГУ, 2007. – 196 с.
• Қажым Басымов [Текст] / Т. З. Рысбеков. - Орал: БҚМУ, 2008. – 152 б.
• Өзін-өзі басқару жүйесінің теориялық және әдіснамалық негіздері [Текст]: оқу-әдістемелік құрал / Т.З. Рысбеков, Т.М. Даришева, Г.А. Ергалиева. - Орал: М. Өтемісов ат. БҚМУ РБО, 2008. – 60 б.
• Психология и этика делового общения[Текст]: учеб. пособ. / Т. З. Рысбеков, И.Ломоносов. - Уральск, 2011. – 366 с.
• Оқу процесін жетілдіру және тәрбиелеу мәселелері [Текст]: ғылыми жинақ / Т. З. Рысбеков. - Орал: БҚМУ, 2012. – 110 б. - (М. Өтемісов ат. БҚМУ ғылымдарының ғылыми еңбектері. Педагогика).
• Проблемы совершенствования учебного процесса и воспитания [Текст] / Т. З. Рысбеков. - Уральск: РИЦ ЗКГУ им. М. Утемисова, 2012. - 294 с. - (Научные труды ученых ЗКГУ им. М. Утемисова. Педагогика).
• Тарих сабағында инновациялық әдістерді пайдалану [Текст]: оқу - әдістемелік құрал / Т. З. Рысбеков. - Орал: БҚМУ, 2012. - 48 б. - (М.Өтемісов ат. БҚМУ ғылымдарының ғылыми еңбектері. Педагогика).
• Тарихи таным және ақиқат [Текст]: монография / Т. З. Рысбеков. - Орал: БҚМУ, 2012. – 364 б. - (М.Өтемісов ат. БҚМУ ғылымдарының ғылыми еңбектері. Тарих).
• Тарихи тұлғалар: уақыт және өмір жолдары. – Алматы, 2014. – 528 б.
• Батыс Қазақстан облысының тарихы: оқу құралы. – Орал, 2015 / Жалпы ред. және кіріспе І, IV. X. XII тараулары авторы проф. Т.З.Рысбеков. – 291 б.
• История ЗКО: учеб. пособие / Под общ. ред. проф. Т. З. Рысбекова: предисл. І, III, VI, VII, VIII, X, XII; заключения, илл. – 315 с.

## Семья
Дочь: Рысбекова, Ляззат Туякбаевна — депутат Сената Парламента Казахстана.

## Ученые звание
1. доктор исторических наук (1991)
2. профессор (1992)
3. Академик Академии гуманитарных наук РК (1995)
4. Академик Международной Академии информатизации (1999)
5. Академик Академии наук Высшей школы Казахстана (2002)
6. Член-корреспондент Петровской академии (Санкт-Петербург) (2004)
7. Академик Международной Евразийской экономической Академии Наук (2007)
8. Академик Европейской Академии Естествознания (2010)

## Награды
1. «Почетная грамота Министерства Просвещения КазССР» (1982)
2. Медаль «Ветеран труда» (1987)
3. Нагрудный знак «Ы. Алтынсарина» (1992)
4. Нагрудный знак «Отличник образования РК» (1995)
5. «Заслуженный работник РК» (1996)
6. Почетный гражданин города Уральска (1998)
7. Медаль «10 лет Независимости РК» (2001)
8. Медаль «За заслуги в развитии науки в РК» (2004)
9. Орден «За заслуги в развитии информационного общества» (2005)
10. «Золотой  медаль SPI» Международная ассоциация содействия в промышленности (Париж 2005)
11. Медаль «За личный вклад в развитие европейской интеграции» Международная награда (Оксфорд, Великобритания 2006)
12. Почетный знак «Лидер национальной экономики-2006» (Москва 2006)
13. Орден «Парасат» (2006)
14. «Почетный деятель спорта РК» (2007)
15. «Почетный работник образования РК» (2007)
16. Медаль «International Professional» Интернациональный библиографический центр (Кембридж, Великобритания 2007)
17. Золотой медаль имени «А. Байтурсынова» (2007)
18. Медаль «За особые заслуги и научные исследования» Вильгельма Лейбница (Германия 2008)
19. Медаль «10 лет Астане» (2008)
20. Орден «За особые заслуги и научные исследования» (Германия 2010)
21. Медаль «20 лет независимости Республики Казахстан» (2011)
22. Медаль «Наполеон» (Париж, Франция 2013)
23. «Лучший ученый» сертификат победителя номинации  (Оксфорд, Великобритания 2013)
24. «Лучший преподаватель вуза – 2013»
25. Медаль «20 лет маслихатам Республики Казахстан» (2014)
26. Медаль «Grand prix European De La Qualite»  (Женева, Швейцария 2014)
27. Юбилейная медаль «550-летия казахского ханства» (2015)
28. Юбилейная медаль «80-летия государственного деятеля М.Б.Иксанова» (2016)